# Oghamstein von Rantavan
Der Oghamstein von Rantavan ist einer von nur zwei bekannten Oghamsteinen im County Cavan in Irland. Der in der Haupthalle des St Kilian’s Heritage Centre in Mullagh im äußersten Südosten von Cavan aufgestellte Stein wurde mehrmals versetzt. Nach lokaler Überlieferung befand er sich ursprünglich etwa 300 Meter nordwestlich von Rantavan (irisch Ráth an Tamhain) auf dem Teampall Cheallaigh Cemetery. Später wurde er auf den Friedhof am St. Kilian’s Centre verlegt und diente dort eventuell als Gedenkstein.
Der Stein ist 0,64 Meter hoch, 0,27 Meter breit und 0,11 Meter dick. Die Inschrift lautet ᚛ᚑᚄᚁᚁᚐᚏ᚜ OSBBAR, ein männlicher Name (in etwa „Hirschkopf“). Der Stein ist oben abgebrochen, so dass möglicherweise weitere Oghamzeichen vorhanden waren.
St. Kilian wurde der Legende nach 640 n. Chr. in Mullagh geboren, ging 686 n. Chr. als Missionar nach Deutschland und starb 689 in Würzburg den Märtyrertod.